# Liste des maires de Vincennes
La liste des maires de Vincennes présente la liste des maires de la commune française de Vincennes, située dans le département du Val-de-Marne en région Île-de-France.

## Liste des maires

### Entre 1790 et 1944
| Période | Période | Identité                  | Étiquette | Qualité                                                                   |
| ------- | ------- | ------------------------- | --------- | ------------------------------------------------------------------------- |
| 1790    | 1793    | Jean-Spire Lemaître       |           | Cultivateur                                                               |
| 1793    | 1795    | Jean-Louis Viénot         |           |                                                                           |
| 1795    | 1796    | Jean-Spire Lemaître       |           | Cultivateur                                                               |
| 1796    | 1799    | Jean-Louis Viénot         |           |                                                                           |
| 1799    | 1804    | Louis-François Boudin     |           | Arpenteur                                                                 |
| 1804    | 1810    | Jean Germain Janets       |           | Épicier                                                                   |
| 1810    | 1812    | Simon Pierre Preaux       |           | Notaire                                                                   |
| 1812    | 1823    | Louis Bénigne Champfort   |           | Notaire                                                                   |
| 1823    | 1826    | Jean Burtin               |           |                                                                           |
| 1826    | 1830    | Jean Segond               |           | Agent du service de l'Enregistrement et des Domaines                      |
| 1830    | 1848    | Guillaume Louis Lejemptel |           | Avocat                                                                    |
| 1848    | 1870    | Jean Joseph Aubert        |           | Chef d'institution scolaire privée                                        |
| 1870    | 1871    | Simon Gaffré              |           | Importateur de produits manufacturés                                      |
| 1871    | 1878    | Germain Augustin Leroyer  |           | Chef d'institution scolaire privée                                        |
| 1878    | 1881    | Simon Gaffré              |           | Importateur de produits manufacturés                                      |
| 1881    | 1885    | Jean Montagné             |           | Capitaine                                                                 |
| 1885    | 1892    | Louis Besquel             |           | Sellier                                                                   |
| 1892    | 1896    | Émile Dequen              |           | Fabricant de chaussures                                                   |
| 1896    | 1902    | Eugène Renaud             |           | Chef d'institution scolaire privée                                        |
| 1902    | 1903    | Émile Dequen              |           | Fabricant de chaussure]s                                                  |
| 1903    | 1904    | Félix-François Berguerand |           | Fabricant de caoutchouc                                                   |
| 1904    | 1919    | Henri Verluise            |           | Marchand de bois                                                          |
| 1919    | 1929    | Charles Huguin            |           | Géomètre-expert Conseiller général de Vincennes (1re circ.) (1925 → 1929) |
| 1929    | 1944    | Léon Bonvoisin            |           | Industriel                                                                |

### Depuis 1944
Depuis la Libération de la France, sept maires se sont succédé à la tête de la commune.
| Période           | Période                       | Identité                 | Étiquette                      | Qualité |
| ----------------- | ----------------------------- | ------------------------ | ------------------------------ | --- |
| septembre 1944    | octobre 1947                  | Georges Lamouret         | SFIO                           | |
| octobre 1947      | 27 avril 1966                 | Antoine Quinson          | RPF puis CNI                   | Ingénieur des ponts et chaussées Député de la Seine (1951 → 1958) Sous-secrétaire d’État puis ministre (1957 → 1958) Décédé en fonction |
| 10 juin 1966      | 30 mars 1971                  | Jean Burgeat             | CNI                            | Directeur commercial, ancien premier adjoint |
| 30 mars 1971      | 6 juin 1996                   | Jean Clouet              | RI puis UDF-PR                 | Énarque, permanent patronal Sénateur du Val-de-Marne (1986 → 2004) Conseiller général de Vincennes-Fontenay-Sud (1970 → 1979) Conseiller général de Vincennes-Fontenay-Nord puis de Vincennes-Est (1979 → 1989) Démissionnaire                                                                           |
| 6 juin 1996       | 27 juin 2002,                 | Patrick Gérard           | UDF-PR puis DL                 | Professeur des universités en science politique Conseiller d’État Conseiller régional (1992 → 2002) Démissionnaire |
| 3 juillet 2002    | 12 novembre 2017              | Laurent Lafon,           | UDF puis NC, puis FED puis UDI | Consultant en finances publiques locales, enseignant Sénateur du Val-de-Marne (2017 → ) Vice-président de la métropole du Grand Paris (2016 → 2017) Vice-président de l'EPT Paris-Est-Marne et Bois (2016 → 2017) Conseiller régional (2004 → ) Démissionnaire à la suite de son élection comme sénateur |
| 12 novembre 2017, | En cours (au 15 février 2021) | Charlotte Libert-Albanel | UDI                            | Consultante |

## Pour approfondir